# Лобанівка (Брянська область)
Лобанівка (рос. Лобановка) — село в Климівському районі Брянської області Російської Федерації.
Населення становить 431 особу. Входить до складу муніципального утворення Істопське сільське поселення.

## Історія
Населений пункт розташований у межах українського етно-культурного регіону Стародубщини.
Від 2005 року входить до складу муніципального утворення Істопське сільське поселення.

## Населення
| 2010 | 2013 |
| ---- | ---- |
| 455  | ↘431 |